# Smereków Wielki
Smereków Wielki lub Czoło (1041 m) – szczyt w Grupie Oszusa w Beskidzie Żywiecko-Kisuckim. U jego podnóża położona jest wieś Soblówka w województwie śląskim, w powiecie żywieckim, w gminie Ujsoły.
Smereków Wielki znajduje się w polskiej części Grupy Oszusa, w zakończeniu krótkiego grzbietu odbiegającego na południowy zachód od Jaworzyny (1052 m) położonej w głównym grzbiecie Beskidu Żywiecko-Kisuckiego, na granicy polsko-słowackiej. W północno-zachodnim kierunku opada ze Smerekowa Wielkiego grzbiet, który niżej zakręca na północ i kończy się wzniesieniem Brejówki. Zachodnie stoki Smerekowa Wielkiego opadają do doliny płynącego przez Soblówkę potoku Cicha, południowe do doliny potoku Urwisko (dopływ Cichej), północno-wschodnie do doliny potoku Smerekówka Wielka (dopływ Glinki). Jest w większości porośnięty lasem, ale na jego północno-zachodnim grzbiecie wysoko wspinają się pola i zabudowania Soblówki (osiedle Smereków Wielki). Dawniej był znacznie bardziej bezleśny; na lotniczych zdjęciach mapy Geoportalu widoczne są mocno już zarastające duże polany na jego południowych stokach opadających do doliny potoku Urwisko.
Nazwy Smereków i Smerekowica w polskich Beskidach są tylko trzy – jest to Smereków Wielki, Mały Smereków i Smrekowica. Nazwa Smrekovica często natomiast występuje w słowackich Karpatach, np. w Wielkiej Fatrze i Małej Fatrze. Najprawdopodobniej do Polski przynieśli ją wołoscy pasterze.
W regionalizacji fizycznogeograficznej Polski według Jerzego Kondrackiego Grupa Wielkiej Raczy zaliczana jest do Beskidu Żywieckiego, w nowszej polskiej regionalizacji z 2018 roku do Beskidu Żywiecko-Kisuckiego.